# Táborfalva
Táborfalva är en ort i Ungern.   Den ligger i provinsen Pest, i den centrala delen av landet, 60 km sydost om huvudstaden Budapest. Táborfalva ligger 129 meter över havet och antalet invånare är 3 509.
Terrängen runt Táborfalva är mycket platt, och sluttar västerut. Runt Táborfalva är det ganska tätbefolkat, med 65 invånare per kvadratkilometer. Närmaste större samhälle är Lajosmizse, 10,7 km sydost om Táborfalva. Trakten runt Táborfalva består till största delen av jordbruksmark.